# Sex Me
«Sex Me» es el primer sencillo lanzado por el cantante de R&B y Soul R. Kelly, publicado como el primero de su álbum 12 Play. El sencillo se convirtió en el primero de Kelly en lograr el número 2 en las listas de R&B y lograr el número 20 en el Top 40 de Billboard Hot 100. El sencillo fue certificado Oro en EE. UU.

## Vídeo musical
Los videos musicales de las partes 1 y 2 están dirigidos por Kim Watson.

## Usos en la cultura popular
Las letras de la canción se utilizan para formar la canción "Songs on 12 Play" de Chris Brown: se trata de homenaje al álbum 12 Play.

## Versiones oficiales
- «Sex Me (Part I & II)» - 11:27
- «Sex Me (Part I)» (Clean Radio Edit) - 4:18
- «Sex Me (Part I)» (Street Radio Edit) - 4:18
- «Sex Me (Part I)» (LP Street Version) - 4:57
- «Sex Me (Part I)» (Instrumental) - 4:14
- «Sex Me (Part II)» (Clean Radio Edit - With Intro) - 4:57
- «Sex Me (Part II)» (Extended Street Version) - 6:30
- «Sex Me (Part II)» (Instrumental) - 5:54

## Posicionamiento

### Listas semanales
| Lista (1994)                                    | Posición |
| ----------------------------------------------- | -------- |
| UK Singles Chart                                | 75       |
| US Billboard Hot 100                            | 20       |
| US Billboard Hot Dance Music/Maxi-Singles Sales | 27       |
| US Billboard Rhythmic Top 40                    | 27       |
| US Billboard Hot R&B/Hip-Hop Singles & Tracks   | 8        |